# Harald Traue

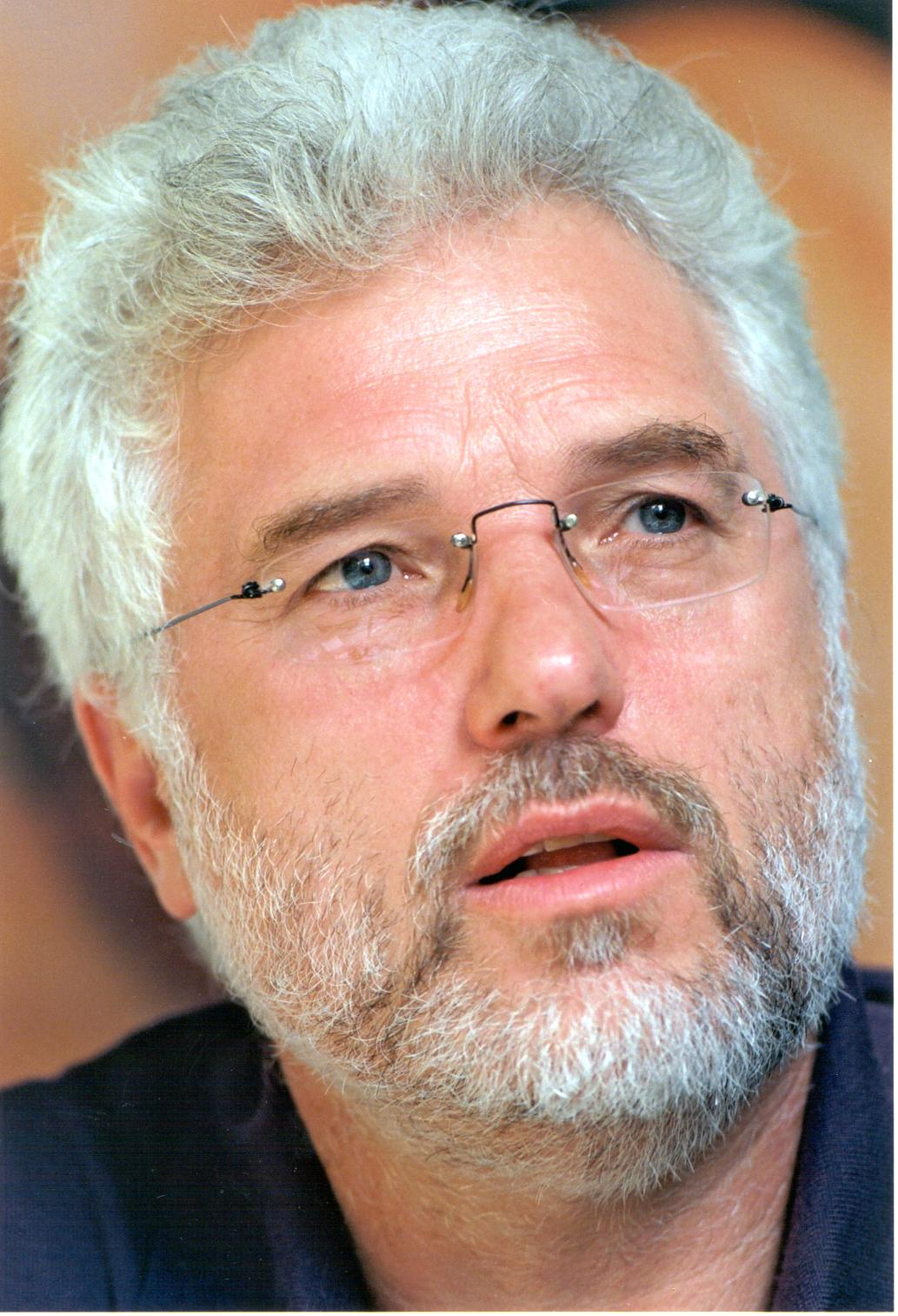
Harald Traue

Harald Christhelm Traue (* 7. September 1950) ist ein deutscher Emotions- und Stressforscher. Studium der Informatik, Kommunikationswissenschaft und Elektrotechnik in Bremen, Berlin und Lemgo. Promotion in Humanbiologie 1978 und  Habilitation für Medizinische Psychologie an der Universität Ulm. Ehemaliger Leiter der Medizinischen Psychologie an der Universität Ulm.

## Forschung
Harald Traue ist Mitbegründer der psychobiologischen Theorie der „gehemmten emotionalen Expressivität“ als Ursache für psychosomatische Erkrankungen. Dabei wird insbesondere der Einfluss von unterdrückten Emotionen auf (patho)psychobiologische Prozesse betont. Sein Forschungsschwerpunkt ist die Regulation von Emotionen in der zwischenmenschlichen Kommunikation und der Mensch-Computer-Interaktion. Für die Forschung zur Mensch-Computer-Interaktion nutzt er Methoden des „Affective Computing“, um nutzeradaptive Kognitive Systeme zu entwickeln, die sich an die individuelle Persönlichkeit und emotionale Reaktionen der Nutzer anpassen können.

## Schriften
- H.C. Traue & J. W. Pennebaker: Inhibition and Arousal. In: Harald Traue, J. W. Pennebaker (Hrsg.): Emotion, Inhibition, and Health. Hogrefe and Huber, Toronto 1993.
- H.C. Traue: Emotion und Gesundheit: Die Psychobiologische Regulation durch Hemmungen. Spektrum, Heidelberg 1998.
- H.C. Traue & R. M. Deighton: Emotional Inhibition and Somatization across cultures. In: International Review of Social Psychology. 18, 1/2, 2005, S. 109–140.
- R. M. Deighton, N. Gurris, H.C. Traue: Factors affecting burnout and compassion fatigue in psychotherapists treating torture survivors: is the therapist's attitude to working through trauma relevant? In: Journal Trauma Stress. 20, 1, 2007, S. 63–75.
- H.C. Traue & R. M. Deighton: Emotional Inhibition. In: George Fink (Hrsg.): Encyclopedia of Stress. Band 1. 2. Auflage. Academic Press, Oxford 2007, S. 908–913.
- H.C. Traue et al. (Hrsg.): Migration, Integration, and Health. The Danube Region. Pabst, Lengerich 2010.
- H.C. Traue et al.: Perceived Realism of Dynamic Facial Expressions of Emotion – Optimal Durations for the Presentation of Emotional Onsets and Offsets. In: Cognition and Emotion. 24, 8, 2010, S. 1369–1376.
- H.C. Traue et al.: Expression intensity, gender and facial emotion recognition: Women recognize only subtle facial emotions better than men. In: Acta Psychologica. 135, 3, 2010, S. 278–283.
- H. C. Traue et al.: A Framework for Emotions and Dispositions in Man-Companion Interaction,  in Converbal Synchrony in Human-Machine Interaction, M. Rojc and N. Campbell, Eds., ed: CRC Press, 2013, pp. 98–140.

## Ämter
- Gründungsmitglied und wissenschaftlicher Beirat des Behandlungszentrum für Folteropfer Ulm
- 2000 bis 2017 Leiter der Sektion Medizinische Psychologie der Universität Ulm
- 2003 bis 2008 Präsident der Deutschen Gesellschaft für Psychologische Schmerztherapie und -forschung (DGPSF)
- 2005 bis 2010 Vizepräsident der Deutschen Gesellschaft zum Studium des Schmerzes (DGSS)
- Wissenschaftlicher Leiter der Donauakademie Ulm (EDA)

## Auszeichnungen
- 1989: Wissenschaftspreis der Deutschen Kopfschmerz- und Migräne-Gesellschaft
- 2001: Verdienstmedaille Comisión National de los Derechos Humanos México
- 2004: Als Mitglied des Behandlungszentrum für Folteropfer Ulm Julius-Rumpf-Preis der Martin-Niemöller-Stiftung